# Classificatori della lingua giapponese
Nella lingua giapponese esistono diversi suffissi, chiamati classificatori (助数詞?, josūshi) che sono utilizzati per contare le cose a seconda del loro aspetto fisico o della categoria a cui appartengono. Esistono anche in altre lingue asiatiche, come il cinese, coreano, vietnamita e birmano; sono qui trattati i classificatori della lingua giapponese.

## Uso
La suddivisione per categorie e il modo di usare i classificatori è particolarmente difficile da imparare per uno straniero interessato ad apprendere la lingua dato che il loro uso presenta delle ambiguità, e a volte le idee dei giapponesi stessi possono differire sul classificatore da usare per indicare un determinato oggetto. Nonostante ciò, sono molti i classificatori che vengono impiegati tutti i giorni e non sono limitati alle liste sottoindicate. Alcuni hanno un andamento completamente irregolare, derivato da forme più arcaiche giapponesi, come per contare le persone (hitori (一人?), futari (二人?) invece di ichi-nin, ni-nin che non esistono) e lo stesso vale per i giorni da 1 a 10 e per il contatore generico -tsu (つ?).
Per uno straniero che vuole imparare il giapponese i numeri sono un notevole scoglio da affrontare, ma è preferibile cercare di contare in modo corretto. Utilizzare i numeri senza l'adeguato classificatore è tipico dei bambini che ancora non sanno parlare e alla lunga può risultare irritante nei confronti dell'interlocutore giapponese.

## Lista di classificatori in giapponese
| Classificatore (kanji) | Pronuncia (rōmaji)                 | Utilizzo/spiegazione |
| ---------------------- | ---------------------------------- | --- |
| 人                     | り ri                              | Numero di persone (informale) ("ri" si usa in 一人 ひとり hito-ri e 二人 ふたり futa-ri |
| 名                     | めい mei                           | Numero di persone (formale) (in cinese, si usa con il numero di studenti) |
| 児                     | じ ji                              | Numero di figli. Il kanji deriva da 兒, che indica il bambino (e, in cinese settentrionale, pure l'erizzazione/rotacismo a fine sillaba) |
| 体                     | たい tai                           | Numero di robot, bambole, statue e resti umani |
| 尊                     | そん son                           | Numero di statue di dimensione umana di un bodhisattva Mahayana (per la precisione, sono dette 地蔵菩薩 じぞうぼさつ jizoobosatsu, dal nome del personaggio raffigurato, Kṣitigarbha क्षितिगर्भ 地藏 지장 Địa Tạng ས་ཡི་སྙིང་པོ་). Le altre statue buddiste, se non hanno 尊, hanno 体 o 躯 (く ku). Quindi, le statue buddiste possono mostrare altri classificatori rispetto a un generico 体. |
| 枚                     | まい mai                           | Numero di cose sottili: piatti, fogli di carta, fotografie, zattere e capi di vestiario (se si immaginano piegati; con alcune eccezioni); non si usa con i ventagli. In cinese si usa con il numero di medaglie. |
| 本                     | ほん hon, ぽん pon, ぼん bon       | Numero di oggetti lunghi e/o cilindrici: fiumi, strade, cravatte, matite, bottiglie, lance, chitarre, pozzi; si usa pure con le linee di treno/bus, i punti in giochi sportivi, il numero di telefonate, di film e di ombrelli. La pronuncia /pon/ e /bon/ ricalca meglio la pronuncia cinese originale, che si trova pure in "Nippon"). In cinese si usa con i libri e riviste. |
| 通話                   | つうわ tsūwa                       | Numero di telefonate/chiamate (alternativo a "hon, pon, bon") |
| 匹                     | ひき hiki, ぴき piki, びき biki    | Numero di animali di piccole dimensioni (più piccoli di una persona): cani, gatti, rettili, insetti, pesci... (ma non uccelli, farfalle, molluschi, gamberi e bachi da seta). Indica pure il numero di "oni" (i fantasmi in giapponese) e i polpi come animale (e non da mangiare). La pronuncia /piki/ in particolare ricalca meglio la pronuncia cinese originale. In cinese si usa con i cavalli e animali simili.                                                                                           |
| 頭                     | とう tō                            | Numero di animali di grosse dimensioni (più grossi di una persona): cavalli, mucche, elefanti, balene, delfini; l'eccezione sono le farfalle, i gamberi, le formiche, i bachi da seta e gli eboshi 烏帽子 (un antico e lungo copricapo giapponese). In cinese si usa con gli elefanti. |
| 尾                     | び bi                              | Numero di pesciolini (i pesci grossi non prendono "bi"). Oggi si usa più di rado, siccome si sostituisce con 匹, che non fa distinzione dunque tra animali marini e terrestri. 尾 indica la coda. |
| 羽                     | わ wa                              | Numero di uccelli e conigli |
| 冊                     | さつ satsu                         | Numero di libri e riviste/magazine (本 significa pure "libro", ma come classificatore si usa per altre parole) (dal punto di vista storico-filologico, 冊 indica il libro fatto di listelli di bambù arrotolati e intrecciati, In cinese moderno si scrive 册; la variante arcaica è ancora in uso come hanja e kanji) |
| 巻                     | まき maki, かん kan                | Numero di pergamene e rotoli di libri antichi ("kan" è la pronuncia on) |
| 部                     | ぶ bu                              | Numero di libri e di copie di riviste/magazine. In cinese si usa con il numero di film. |
| 階                     | かい kai, がい gai                 | Indica il piano di un edificio (il numero che lo precede non è ordinale, e.g. "il piano 1, il piano 2...") |
| 足                     | そく, soku                         | Numero di paia di scarpe, calze, calzini e tabi 足袋 (i calzini tradizionali giapponesi, che hanno uno spazio apposito per l'alluce a differenza dei calzini occidentali) |
| 度                     | ど do, たび tabi                   | Numero di volte (che si fa un'azione o che qualcosa accade/avviene); gradi di temperatura. "Do" è la pronuncia on. |
| 回                     | かい kai                           | Numero di volte (che si fa un'azione o che qualcosa accade/avviene) (in cinese è informale) |
| 番                     | ばん ban                           | Indica la posizione (e.g. in classifiche e ordini), il numero di recite teatrali di genere Noh e il numero di buste di fine anno contenenti soldi (buste che si danno in regalo ai giovani e che in Cina hanno un colore rosso); si usa pure per formare il superlativo |
| 歳, 才                 | sai                                | Indica gli anni d'età. Il kanji 才 è usato solo in giapponese come abbreviazione grafica. |
| 杯                     | はい hai, ぱい pai, ばい bai       | Numero di bicchieri/tazze di... (la pronuncia con /p/ e /b/ ricalca meglio la pronuncia cinese originale), in riferimento a liquidi ma anche al numero di scodelle di riso cotto. In più, indica anche il numero di determinati animali marini, tra cui alcuni molluschi: seppie, polpi (se da mangiare), calamari, granchi e orecchie di mare/abaloni ("sea ears/abulòn"). Per gli altri animali marini (e.g. pesciolini) si usa hiki/biki/piki e び bi 尾, che però oggi è raro.                              |
| 台                     | だい dai                           | Numero di automobili, biciclette, macchinari (ma non aerei e ascensori); numero di tavoli/tavolini e numero di paraventi (nel Giappone tradizionale, sono decorati con illustrazioni paesaggistiche pittoresche e calligrafie) |
| 個, 箇                 | こ, ko                             | Numero di cose piccole e rotonde/tondeggianti: uova, sassi, frutta...). La versione cinese semplificata è 个 ed è un classificatore usatissimo in cinese con molti oggetti. |
| つ                     | つ, tsu                            | Classificatore per tutto ciò che non viene catalogato con i classificatori comuni. Si usa sempre insieme ai numerali in giapponese, in cui infatti compare in fondo. |
| 面                     | めん men                           | Numero di oggetti ampi e piatti: giochi da tavolo (a causa della loro plancia), campi da tennis, mura/pareti, specchi, abachi, risaie ("paddy field") e koto (uno strumento a corda pizzicata tradizionale giapponese; sakura sakura è un brano scritto proprio per koto. Unclassificatore alternativo è 張); numero di livelli nei videogiochi |
| 話                     | わ wa                              | Numero di storie e di episodi di una serie tv |
| 倍                     | ばい bai                           | Numero che indica i multipli: doppio, triplo, quadruplo, quintuplo... |
| 畳                     | じょう jō                          | Numero di tatami (il kanji in isolamento si legge "tatami") |
| 件                     | けん ken                           | Numero di faccende/affari e di casi legali/criminali |
| 合                     | ごう gō                            | Numero di piccoli contenitori di (qualcosa) |
| 勝                     | しょう shō                         | Numero di vittorie in giochi sportivi e competizioni |
| 敗                     | はい hai                           | Numero di perdite/sconfitte in giochi sportivi e competizioni |
| 張                     | はり hari                          | Numero di ombrelli (da pioggia, da sole), di tende da campeggio, di archi (arma), di lanterne tradizionali di carta di riso (andon 行灯) e di tsuzumi 鼓 (つづみ), un piccolo tamburo a clessidra giapponese. In cinese, si usa in particolare con i tavoli. |
| 歩                     | ほ ho, ぽ po                       | Numero di passi ("footsteps") |
| 発                     | はつ hatsu, ぱつ patsu             | Numero di spari e proiettili sparati; numero di orgasmi (la pronuncia /pat͡sɯ/ ricalca la pronuncia in Primo Cinese Medio) |
| 票                     | ひょう hyō, ぴょう pyō             | Numero di voti. La pronuncia /byo:/ ricalca quella originale cinese. |
| 条                     | じょう jō                          | Indica l'articolo in una legge/codice, il numero di frecce, di lance (alternativa a 本 e 筋) e di obi (una cintura messa intorno al kimono con un enorme fiocco giapponese, di cui esistono molte varietà per le donne) |
| 筋                     | すじ suji                          | Numero di obi (alternativa a 条) e di lance (alternativa a 本 e 条) |
| 手                     | て te                              | Numero di frecce (alternativa a 条) |
| 株                     | かぶ kabu                          | Numero di stock/shares/azioni di borsa |
| 字                     | じ ji                              | Numero di caratteri scritti/stampati, numero di kanji |
| 学級                   | がっきゅう gakkyū                  | Indica l'anno scolastico (ma non all'università) |
| 課                     | か ka                              | Numero di lezioni |
| 箇国                   | かこく kakoku                      | Numero di Paesi |
| 箇国語                 | かこくご kakokugo                  | Numero di lingue nazionali |
| 画                     | かく kaku                          | Numero di tratti in un sinogramma (hanzi, kanji, hanja, han tu'... inclusi i Radicali Kangxi e i kokuji/gukja) |
| 貫                     | かん kan                           | Numero di porzioni/pezzi di nigiri-zushi (non è quello a forma di dischetto: è un'altra varietà) |
| 切れ                   | き.れ ki.re                        | Numero di fette (di pane, torta, sashimi...) |
| 斤                     | きん kin                           | Numero di fette di pane e pancarré |
| 戸                     | こ ko                              | Numero di case |
| 軒                     | けん ken, げん gen                 | Numero di edifici (e in particolare delle case) |
| 棟                     | むね, mune とう tō                 | Numero di edifici (tō è la pronuncia on) |
| 機                     | き ki                              | Numero di aerei e mongolfiere |
| 基                     | き ki                              | Numero di ascensori, di pozzi, di pietre tombali, di stupe (un edificio semisferico usato per meditare e raccogliere le ossa di monaci e monache buddiste. Si scrive 仏塔, letteralmente "pagoda buddista"), di lanterne di pietra (Tōrō 灯籠. Sono lanterne appese sui tetti o poggiate sul terreno e nei giardini, con un tettuccio per riparare la fiamma dal vento e pioggia e sono nate in Cina) e di palanchini shintoisti che si possono sollevare da terra e trasportare in processioni (神輿 mikoshi). |
| 校                     | こう kō                            | Numero di scuole |
| 行                     | こう kō                            | Numero di banche |
| 区                     | く ku                              | Numero di distretti |
| 句                     | く ku                              | Numero di haiku 俳句 (piccole e celebri poesie giapponesi), con particolare riferimento al sottogenere senryū 川柳 (lett. "salice del fiume"). In cinese, si usa con il numero di parole. |
| 口                     | くち kuchi                         | Numero di conti in banca e numero di spade, inclusa la katana. In cinese si usa con i membri della famiglia (formale), con i pozzi e con i maiali. |
| 首                     | しゅ shu                           | Numero di tanka (la più celebre tipologia di poesia waka). In cinese si usa con le poesie e le canzoni. |
| 篇                     | へん hen                           | Numero di poesie. In cinese si usa con gli articoli accademici e le tesi di laurea |
| 曲                     | きょく kyoku                       | Numero di brani/pezzi musicali |
| 局                     | きょく kyoku                       | Numero di stazioni radio e televisive; numero di match in giochi da tavolo (e.g. scacchi e mahjong) |
| 幕                     | まく maku                          | Numero di atti teatrali |
| 門                     | もん mon                           | Numero di cannoni |
| 振                     | ふり furi                          | Numero di spade (alternativa a 口) |
| 腰                     | こし koshi                         | Numero di spade (alternativa a 振 e 口) |
| 艦                     | かん kan                           | Numero di navi da guerra |
| 問                     | もん mon                           | Numero di domande |
| 例                     | れい rei                           | Numero di esempi |
| 礼                     | れい rei                           | Numero di inchini durante le venerazioni/preghiere/rituali nei templi sacri |
| 連                     | れん ren                           | Numero di anelli (bigiotteria) |
| 輪                     | りん rin                           | Numero di fiori e di ruote |
| 束                     | たば taba                          | Numero di mazzi di (fiori e tanti altri vegetali) e mazzette di banconote |
| 灯                     | とう tō                            | Numero di lampadine |
| 席                     | せき seki                          | Numero di posti a sedere; numero di drinking party (飲み会 no.mikai) e/o cocktail party (カクテルパーティー Kakuterupātī) e di banchetti |
| 双                     | そう sou                           | Numero di paia |
| 膳                     | ぜん zen                           | Numero di coppie di bacchette per mangiare (箸); numero di scodelle di riso cotto (alternativo a 杯) |
| 組                     | くみ kumi                          | Numero di gruppi di (persone); numero di coppie di (coniugi, gemelli, ballerini...) |
| 隻                     | せき seki                          | Numero di barche; un elemento (di un paio) (in cinese si semplifica come 只 zhi1) |
| 俵                     | ひょう, hyō びょう, byō ぴょう pyō | Numero di sacchi di riso. Se non si usa come classificatore, si pronuncia たわら tawara (lettura kun) ed è un'antica cesta cilindrica fatta di vimini intrecciati tuttora usata per contenere il riso. La pronuncia /byo:/ ricalca quella cinese originale. |
| 滴                     | てき teki                          | Numero di gocce di (liquido) |
| 点                     | てん ten                           | Numero di punti ("points, dots"). In cinese si usa con le gocce di (liquido) |
| 通                     | つう tsū                           | Numero di lettere/messaggi |
| 粒                     | つぶ tsubu                         | Numero di chicchi di (riso ecc.) e di pietre preziose |
| 脚                     | きゃく kyaku                       | Numero di sedie |
| 柄                     | へい hei                           | Numero di ventagli |
| 枝                     | えだ eda                           | Numero di rami |
| 掛                     | かけ kake                          | Numero di colletti |
| 挺                     | ちょう chō                         | Numero di asce, di mattoncini di inchiostro per la calligrafia, abachi e risaie (alternativa a 面) e di japamala o 数珠じゅず juzu (collane per il rosario in uso nella religione induista) |
| 刎                     | はね hane                          | Numero di kabuto (un celebre elmo per guerrieri indossato durante il Giappone feudale) |
| 把                     | わ wa                              | Numero di pugni di pasta cruda/"dried noodles". In cinese indica le manciate di oggetti. |
| 果, 菓                 | か ka                              | Numero di frutti |
| 領                     | りょう ryō                         | Numero di kasaye (la kasaya 袈裟 è il vestito dei monaci buddisti) |
| 献                     | こん kon                           | Numero di shot di bevande alcoliche |
| 棹                     | さお sao, ちょう chō               | Numero di shamisen (三味線, しゃみせん), uno strumento musicale tradizionale giapponese, di comodini/comò e di quadratini di yōkan (un dessert gelatinoso di pasta di fagiolo con zucchero e agar agar di alghe rosse; si può servire avvolto in foglie di menta e si può colorare di verde con il tè verde. Assomiglia agli xiaochi 小吃 cinesi) |
| 挺                     | ちょう chō                         | Numero di armi da fuoco, di shamisen (alternativa a 棹) e di forbici |
| 両                     | りょう ryō                         | Numero di carri armati |
| 戦                     | せん sen                           | Numero di battaglie |
| 柱                     | はしら hashira                     | Numero di anime/spiriti e di divinità |
| 位                     | い i                               | Numero di anime/spiriti (alternativa a 柱). In cinese indica il numero di persone (formale, mentre 个 è informale e 名 è formale e per studenti) |
| 疋                     | ひき, hiki むら mura               | Numero di rotoli di stoffa (è intercambiabile con 匹 a livello di scrittura) |
| 反                     | たん tan                           | Numero di rotoli di stoffa (alternativa a 匹, 疋) |
| 帖                     | じょう jō                          | Numero di fogli di alghe ("nori") essiccate (per fare il sushi o da mangiare come spuntino) e di fogli di carta di riso (半紙 はんし hanshi, usata per le calligrafie e per produrre le lanterne di carta di riso) e di carta di gelso (美濃和紙 mino washi) |
| 脚                     | きゃく kyaku                       | Numero di tavoli/tavolini (alternativa a 台) |
| 丁                     | ちょう chō                         | Numero di tsuzumi (alternativa a 張) e di quadratini di tofu |
| 封                     | ふう fuu                           | Numero di lettere/messaggi (alternativa a 通) |
| 架                     | か ka                              | Numero di paravento (nel Giappone tradizionale, sono decorati con disegni e calligrafie) |
| 顆                     | か ka                              | Numero di pietre preziose (alternativa a 粒) |
| 区画                   | くかく kukaku                      | Numero di cimiteri |
| 種類                   | しゅるい shurui                    | Numero di tipi/tipologie/specie/varietà di... |
| 年                     | ねん nen                           | Indica l'anno e l'anno scolastico |
| 年間                   | ねん nenkan                        | Indica il numero di anni (in cinese resta 年) |
| 月                     | がつ gatsu, つき tsuki             | Indica il mese (e.g. il mese tre= marzo) se -gatsu (pronuncia on). Indica il numero di mesi se -tsuki (e.g. tre mesi). Una terza modalità di utilizzo è con la pronuncia "kagetsu(kan)", 箇月(間), che indica anch'esso il numero di mesi per parlare di periodi temporali. In cinese si usa 个 per la quantità di mesi (e.g. 两个月). |
| 週(間)                 | (かん) shuu(kan)                   | Numero di settimane. In cinese si usa 个 per la quantit' di settimane. |
| 日                     | にち nichi                         | Il numero del mese (e.g. il 12 settembre) |
| 日間                   | にちかん nichikan                  | Numero di giorni. In cinese si usa 个 per la quantità di giorni. |
| 夜                     | や ya                              | Numero di notti |
| 晩                     | ばん ban                           | Numero di notti |
| 時                     | じ ji                              | Indica l'ora (e.g. le due del pomeriggio) |
| 時間                   | じかん jikan                       | Numero di ore (e.g. due ore). In cinese si usa 个 per la quantità di settimane. |
| 分                     | ふん fun, ぷん pun                 | Indica il minuto nell'orario. La pronuncia "pun" è più arcaica e riflette il Primo Cinese Medio. In cinese indica sia il minuto, il numero di minuti che i punti (e.g. in un esame). |
| 分間                   | ふん fun.kan, ぷん pun.kan         | Numero di minuti. |
| 秒(間)                 | びょう byō(kan)                    | Numero di secondi |
| メートル               | meetoru                            | Numero di metri |
| キロ(グラム)           | kiro(guramu)                       | Numero di chili/chilogrammi |
| クラス                 | kurasu                             | Numero di classi in una scuola (classi, non aule fisiche) |
| ページ                 | pēji                               | Numero di pagine |

I numeri ordinali combinati con i classificatori si ottengono aggiungendo 目 -me dopo il classificatore. Per esempio, "prima volta" si scrive e pronuncia 一回目 ikkaime. Tuttavia, l'ordinale non è sempre necessario laddove si usa nelle altre lingue, fenomeno che si ritrova pure in coreano e cinese. In queste due lingue, l'ordinale si ottiene con la sillaba 第, che in cinese è un prefisso (e.g. "prima volta" 第一次, 第一回 se colloquiale).